# Cleora desiccata
Cleora desiccata là một loài bướm đêm trong họ Geometridae.